# سولفيغ سورينسن
سولفيغ سورينسن (بالإنجليزية: Solveig Sørensen)‏ مواليد 9 أغسطس 1982، هي لاعبة كرة يد أسترالية تلعب كجناح أيمن. مثلت منتخب أستراليا لكرة اليد للسيدات.

## سجل المنافسة
شاركت في البطولات التالية:
- بطولة العالم لكرة اليد للسيدات 2013